# One Pierrepont Plaza
One Pierrepont Plaza, también conocido como Morgan Stanley Building, es un rascacielos de oficinasen el centro de Brooklyn, en la ciudad de Nueva York (Estados Unidos). Tiene 21 pisos y mide 122 metros de altura. Fue construido entre 1987 y 1988. Fue diseñado por Haines Lundberg Waehler en estilo posmodernista.
El edificio se encuentra frente a la Plaza de los Veteranos de la Guerra de Corea de la Cadman Plaza, en Downtown Brooklyn. Se encuentra a su vez en las inmediaciones de los principales edificios de gobierno de la ciudad, como el Palacio de Justicia de los Estados Unidos Theodore Roosevelt, el Brooklyn Borough Hall, el Federal Building and Post Office.
Es vecino de varios de los edificios más altos de la ciudad, con el 1 Clinton Street al norte. Una cuadra al sur se encuentra el  Distrito Histórico de Rascacielos del Borough Hall, que incluye rascacielos históricos como el Montague–Court Building y el 75 Livingston Street.

## Galería

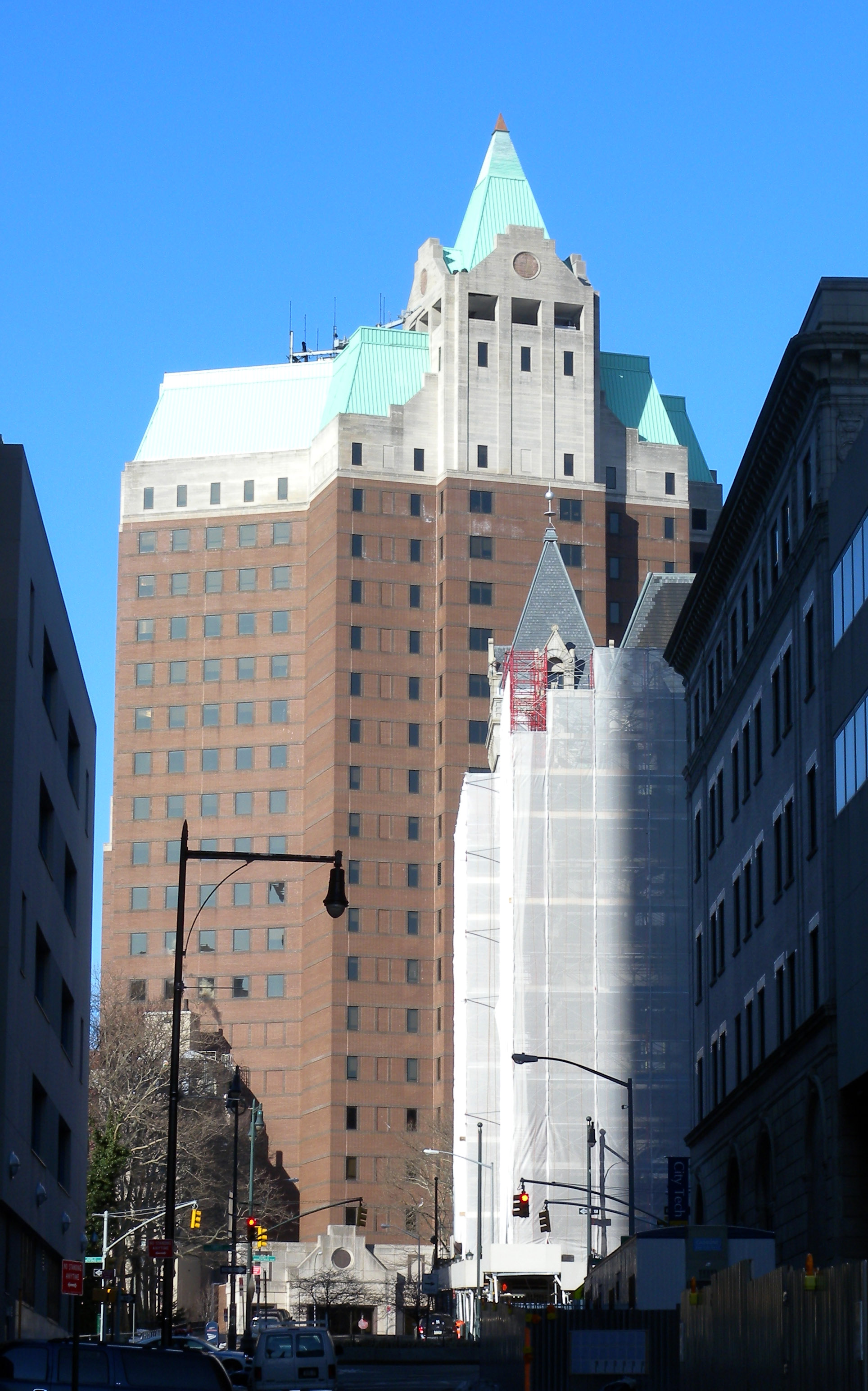
Desde la calle Johnson
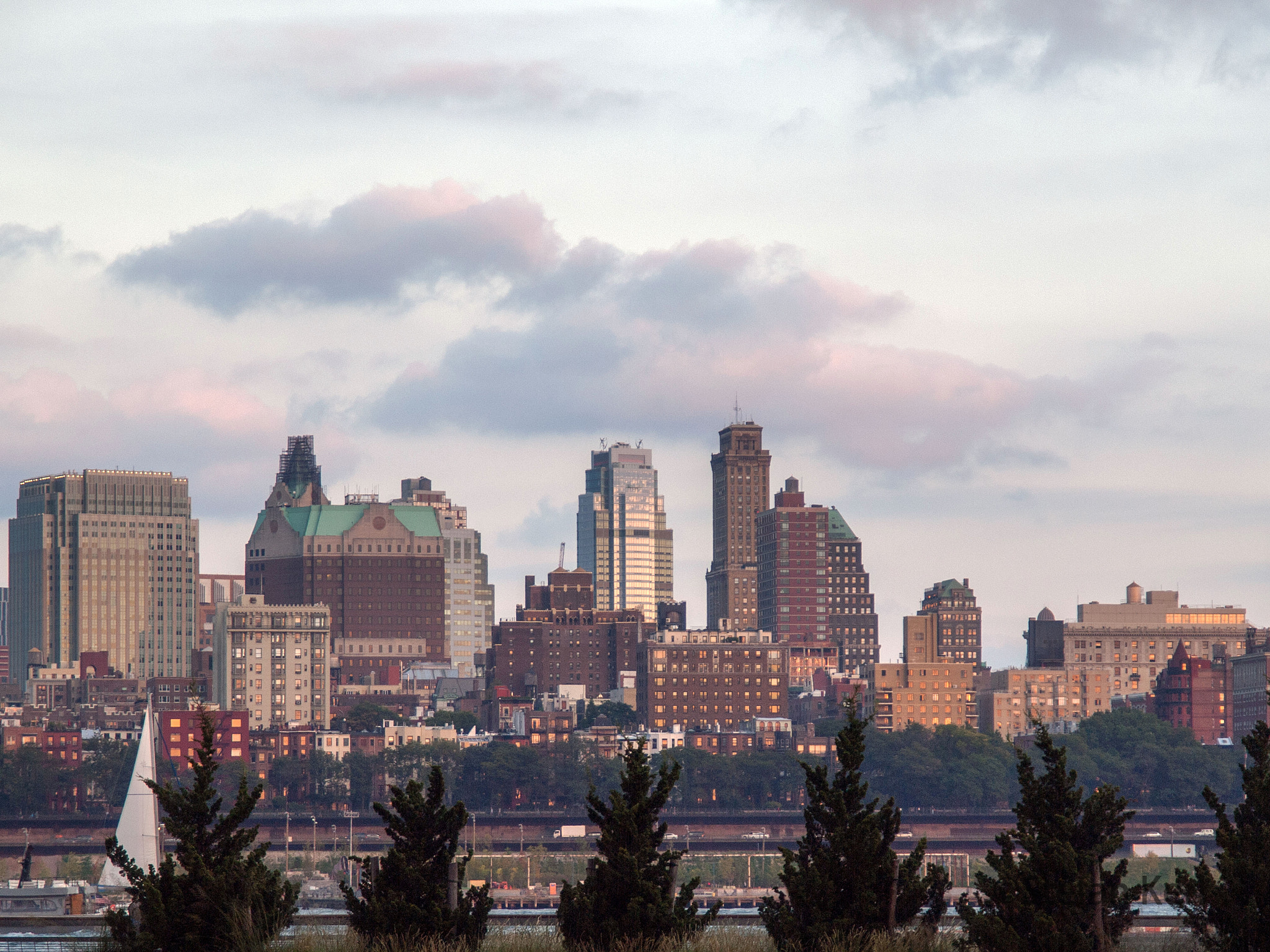
En el skyline de Brooklyn
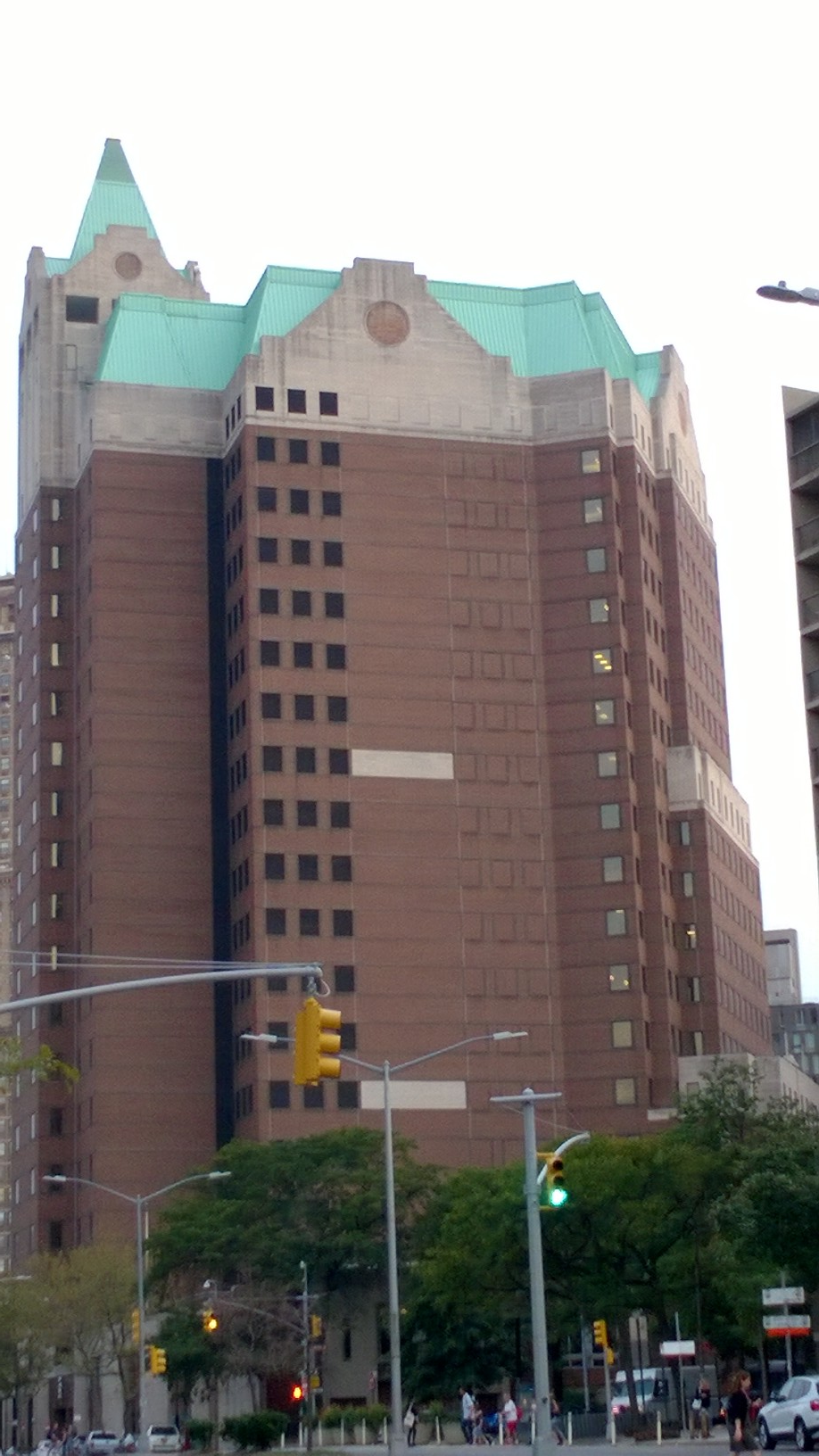
Desde el Cadman Plaza